# Sven III de Danemark
Pour les articles homonymes, voir Sven.
Sven III Grathe, nommé anciennement en français ou Suenon Grathe, né vers 1125 et mort le 23 octobre 1157, est co roi de Danemark de la fin 1146 à 1157.

## Biographie

### Origine
Sven ou Sweyn est un fils illégitime de Éric II Emune né de sa concubine Thunna et il est aux côtés de son père Éric en Norvège dans le milieu de la décennie 1130, lorsque ce dernier entreprend 
le combat contre le roi Niels pour obtenir le trône de Danemark. Quand Éric II meurt en 1137, il a comme successeur Éric III Lam, et Sven est envoyé à la cour de l'empereur Conrad III du Saint-Empire où il se lie d'amitié avec son neveu Frédéric, le futur Frédéric Barberousse.
Il revient au Danemark où son cousin Valdemar, le futur roi Valdemar Ier, cherche à faire canoniser en 1144 son père Knud Lavard qui est aussi l'oncle de Sven, sous la protection de l'archevêque Eskil de Lund en Scanie. Après l'abdication d'Éric III en 1146, Sven est élu roi par les magnats de Seeland en même temps que son cousin Knud V Magnussen au Jutland.

### Règne
Les années suivantes, Sven doit faire face à une guerre civile que mène Knud V pour obtenir la souveraineté sur l'ensemble du royaume dans laquelle il reçoit l'appui de Valdemar. Knud est soutenu par l'archevêque Eskil, mais Sven s'assure la loyauté d'Eskil en lui confirmant l'archidiocèse de Lund et des domaines en Scanie ainsi que Bornholm. Sven défait ensuite Knud en Seeland, et le confine dans le Jutland. En 1147, Sven et Knud s'unissent pour participer à la croisade des Wendes. Mais lorsque Sven engage un combat naval contre les Wendes, il ne reçoit qu'une aide limitée de Knud et perd son navire amiral. Peu après cet incident la guerre civile recommence.
Après plusieurs combats Sven conquiert Funen et une grande partie du Jutland, et il confirme en 1147 Valdemar duc de Schleswig. Sven mène ensuite une campagne avec les Dithmarschen contre Adolphe II de Holstein, un partisan de Knud. Sven parvient alors à bannir Knud en 1150, ce dernier qui revient l'année suivante appuyé par des troupes allemandes est de nouveau repoussé. Knud et Sven demandent alors la médiation de Conrad III du Saint-Empire. En 1152, Frédéric Ier couronné roi de Germanie, propose un compromis à Mersebourg à la fin de la même année. Selon l'arrangement Sven demeure le « premier roi », Knud doit recevoir une part substantielle du royaume, et Valdemar conserve son duché de Schleswig. Néanmoins, Sven n'attribue à Knud que des domaines modestes mettant fin à l'accord, La position de Sven au Danemark se trouve détériorée par ses actions tyranniques et ses sympathies pro germanique.
En 1152, le prince suédois Johan Sverkersson l'Ancien, fils du roi Sverker l'Ancien lors d'une expédition dans le royaume de Danemark enlève Inga Eriksdatter, la femme de Karl Jarl du Halland et sa sœur Aase Eskildsdatter, dont il fait ses maîtresses. Le roi danois pour venger l'honneur national qu'il estime bafoué entreprend pas moins qu'une invasion du Småland, malgré les offres de paix du roi Sverker et la mort du prince Johan qui est tué en 1153 ou 1154 par des paysans mécontents.
En 1154, Sven doit également faire face à une alliance entre Knud et Valdemar, qui est couronné comme corégent de Knud V sous le nom de Valdemar Ier. Eskil et la majorité des partisans de Sven l'abandonnent alors, et il doit s'exiler en Allemagne. Sven, pendant trois ans, se prépare à reconquérir le Danemark où il revient en 1157 avec l'appui du duc Henri le Lion. Ce qui incite les magnats danois à proposer une tripartition du royaume entre : Jutland, Seeland et Scanie. Sven choisit le premier et devient le souverain de la Scanie.
En 1157, le roi Sven III organise à Roskilde un banquet de « réconciliation » avec les deux autres corégents du royaume. Il fait assassiner Knut, le 9 août mais Valdemar blessé réussit à s'échapper et à revenir au Jutland. Le roi est ensuite défait le 23 octobre à la bataille de Grathe ou Grade (en), près de Viborg par le jeune Valdemar et ses alliés. Sven III meurt sous les coups de simples paysans dans une tourbière lors de la retraite précipitée de sa troupe vaincue.

### Union et postérité
Il épouse en 1152 Adélaide de Wettin, fille du comte Conrad Ier le Pieux de Wettin et de Luitgarde von Ravenstein. Veuve, elle épousera en 1157 Adalbert, comte de Ballenstedt (+1172). Le couple a deux enfants :
- Erik (?) mort vers 1153/1157 ;
- Luitgarde, qui épouse vers 1180 le margrave d'Istrie Berthold III d'Andechs, dont elle se sépare peu après.

### Source primaire
- Simon Lebouteiller (traduit du norrois et présenté), La Saga des rois de Danemark Knýtlinga saga, Toulouse, Anacharis, 2021, 253 p. (ISBN 9791027904129), « § 107-118 », p. 208-226